# Экстаз
Экста́з (от др.-греч. ἔκστασις — «смещение, исступление, восхищение, отход в сторону, восторг», от ἐκ — «из, от, с» и στάσις — «место стояния») — повышенное настроение с переживанием высшей степени радости, восторга, воодушевления, ликования, необыкновенного захватывающего счастья, с отрешённостью от реальности.
Термин зафиксирован ещё в античной литературе: Аристотель, Плутарх, Плотин. В древнегреческой философии экстаз — это выход человека за пределы вещественно-психической данности (термин заимствован из области религиозных мистерий).
Термин использовался также в греческом переводе Танаха Септуагинте: Второзаконие, Псалтирь, Книга пророка Даниила, Книга пророка Аввакума, Книга пророка Захарии, — а также в книгах Нового Завета: Евангелие от Марка, Деяния святых апостолов, — для обозначения особого состояния сознания, в котором теряются границы между внешним и внутренним. Это состояние сопровождается чувством восторженности.
В психиатрии экстаз — исступлённо-восторженное эмоциональное состояние, сопровождающееся аффективным сужением сознания, ощущением растворения своего эго в объекте восторженного отношения (то есть, утратой способности осознавать собственную идентичность), значительным ограничением контактов с реальностью и двигательной заторможённостью (в некоторых случаях возбуждением).

## Классификации
В психиатрии выделяются следующие формы экстаза:
- Акинетический экстаз — экстаз со ступором.
- Аутогипнотический экстаз — экстаз, достигнутый во время медитации.
- Гиперкинетический экстаз — экстаз с психомоторным возбуждением.
- Гипнотический экстаз — экстаз, вызванный гипнозом.
- Маниакальный экстаз — экстаз с маниакальным синдромом.
- Оргастический экстаз — экстаз, ощущаемый во время оргазма.
- Пантепетический экстаз — экстаз с ощущением слияния с космосом.
- Религиозный экстаз — экстаз в состоянии религиозного транса.
- Эпилептический экстаз — экстаз в качестве самостоятельного психического припадка при височной эпилепсии.

### Подход Мантегацци
Паоло Мантегацца, итальянский врач, автор книги «Экстазы человека» (книга издана по-русски в 1890, переиздана (репринт) в 1995) выделяет следующие разновидности экстаза:
Аффективные экстазы.
1. Экстаз любви — романтической и т.п.
2. Экстазы семейной привязанности, дружбы, любви к ближнему, самопожертвования (альтруистические экстазы).
3. Экстазы религиозные.

Эстетические экстазы.
1. Экстазы зрительные (формы, симметрии, красок).
2. Экстазы слуховые (музыкальные).
3. Экстазы бесконечного (море, небо).

Умственные экстазы.
1. Экстазы творчества (красноречия, власти).
2. Экстазы познания истины (интеллектуального чувства).

## Религиозный экстаз

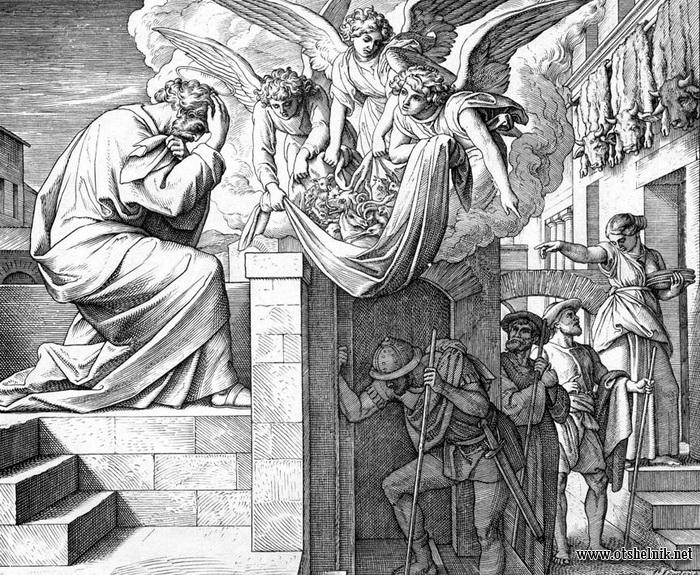
«Видение апостола Петра». Графика. Гравюра. автор Юлиус Шнорр фон Карольсфельд. Иллюстрация к Библии, к. Описание изображения: апостол Пётр находится на молитве и в экстазе получает откровение свыше, ангелы спускают с неба большое полотно, в котором находятся разные нечистые животные, символизирующие необрезанных — язычников, один из ангелов перстом указывает на находящихся около Петра людей-язычников; одна из язычниц, находящаяся на ступеньках, склонив голову, протягивает руку, обращённую к Петру

Классик английской спиритуалистской литературы Фредерик Майерс писал, что «экстаз является весьма распространённым религиозным проявлением». Среди всех субъективных религиозных переживаний экстаз является сравнительно общедоступным и психологически наиболее достоверным. Об экстазе говорится практически во всех религиях. 

«От шамана дикарских племен до Будды, Магомета и апостолов-мистиков — Иоанна, Петра и Павла — мы встречаемся со сходными психологическими свидетельствами, сколь бы ни были значительны психологические, интеллектуальные и нравственные различия между этими людьми».
Верующие считают, что через религиозное созерцание можно достичь состояния общения с Богом, в котором «душа пребывает в Боге и Бог в душе», однако, оно не является завершающей стадией единства с абсолютом. Многие великие созерцатели описывают отдельно и считают более возвышенной, чем молитва единения, группу определённо экстатических состояний, когда концентрация душевной энергии на трансцендентном столь полна и кипение жизни в этой точке столь интенсивно, что человек погружается в транс и на какое-то время перестаёт осознавать внешний мир. В обычном созерцании человек не следит за внешним миром, но и не абстрагируется полностью. В экстазе же человек не может осознавать внешний мир. Никакие сигналы из этого мира не достигают его, включая даже самые настойчивые — ощущения физических страданий.
Например, в экстазе (в исступлении) находился апостол Пётр, когда согласно книге Деяния святых апостолов, пребывая на молитве в городе Иоппии, в видении получил от Бога откровение о том, что необходимо принимать в церковь не только иудеев, но и язычников:

Услышали Апостолы и братия, бывшие в Иудее, что и язычники приняли слово Божие. И когда Пётр пришёл в Иерусалим, обрезанные упрекали его, говоря: ты ходил к людям необрезанным и ел с ними. Пётр же начал пересказывать им по порядку, говоря: в городе Иоппии я молился, и в исступлении (ἐκστάσει) видел видение: сходил некоторый сосуд, как бы большое полотно, за четыре угла спускаемое с неба, и спустилось ко мне. Я посмотрел в него и, рассматривая, увидел четвероногих земных зверей, пресмыкающихся и птиц небесных. И услышал я голос, говорящий мне: «встань, Пётр, заколи и ешь». Я же сказал: «нет, Господи, ничего скверного или нечистого никогда не входило в уста мои». И отвечал мне голос вторично с неба: «что Бог очистил, того ты не почитай нечистым». Это было трижды, и опять поднялось всё на небо.— Деян. 11:1—10

## Неоплатонизм
Античный философ-идеалист, основатель неоплатонизма Плотин ввёл в философию понятия экстаза как «выхода из себя», — методе возвращения к «Единому» (др.-греч. Ἕν), помимо описанных Платоном методов добродетели, диалектики и любви. В экстазе человек якобы касается первосущности, стоящей выше всякого постижения и порождающей собой всё многообразие вещей путём эманации. В «Эннеадах» философ использует термин «экстаз» при описании сверхумного созерцания, когда душа (др.-греч. ψυχή), отбросив всё интеллектуальное и чувственное, возвышается над областью бытия-ума (нуса, др.-греч. νοῦς) и с воодушевлением непосредственно соприкасается со сверхбытийным Единым. Им также указывалось, что для достижения экстаза предварительно требуется достигнуть катарсиса (др.-греч. κάθαρσις), пройти все этапы добродетельной жизни и возвыситься над «хороводом добродетелей».
Согласно Плотину, высшая жизненная задача исчерпывается возвращением к высшему, божественному, истинному; вознесением над земным измерением жизни. Обожествление требует от человека отстранения от собственной чувственности, бескорыстного отношения к миру, отвлечённого мышления (арифметическое, геометрическое), любви к прекрасному (единому), чистого умозрения (созерцания в тишине — исихия) и, наконец, восхищения, экстаза, в котором человеческая душа якобы становится единой с первичным божеством, сливается с ним.
Плотин так описывает экстаз слияния:

«Тогда душа ничего не видит и не различает ни перед собою, ни в себе самой. Она словно бы становится чем-то другим, прекращает быть собою и принадлежать себе. Она принадлежит Богу и едина с ним, как в концентрических окружностях одна в другой. …Поскольку в этом единении с божеством не может быть разделения, и воспринимающий должен быть тем же, что и воспринимаемое [чистое созерцание], постольку у человека остаётся представление о Боге лишь в том случае, если он способен сохранить в себе воспоминание о достижении этого единства и пребывании в нём… Ибо при этом ведь ничто не шелохнётся в нём, ни гнев, ни желание, ни рассудок ни даже интеллектуальное восприятие [в том числе и диалектическое рассмотрение!] — ничто не может привести его в движение, да будет нам позволено так выразиться. Находясь в экстазе, пребывая в отрешенном одиночестве наедине с Богом, человек вкушает подлинную безмятежность».
Экстаз Плотина характеризуется ощущением очищения, вечности, божественного восторга, которому чуждо всё земное. Согласно Плотину, экстаз — высшее духовное состояние.
Плотиновское понимание экстаза принято и некоторыми последующими неоплатониками (напр., Проклом Диадохом, Порфирием).

## Экстаз в христианстве

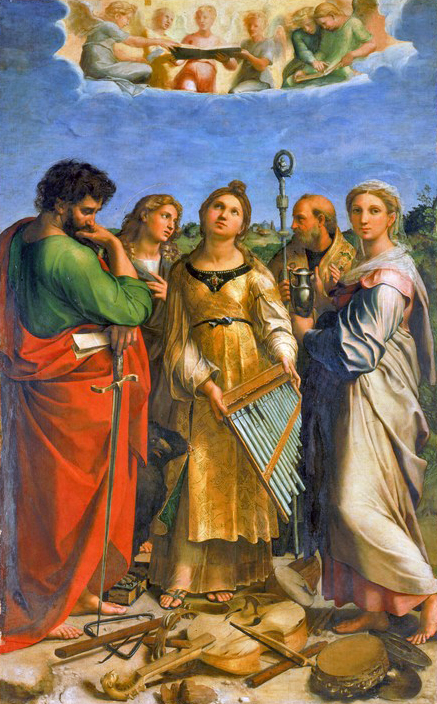
Экстаз святой Цецилии. Рафаэль, 1516 год

В христианстве высшее духовное состояние — обожение, то есть, что в патристической литературе называется «богоусыновлением», «богоуподоблением», «изменением в бога», «превращением в бога», «обожением».
Идея «обожения» (др.-греч. θέωσις) была центральным пунктом религиозной жизни востока, вокруг которого вращались все вопросы догматики, этики и мистики.
Плотиновское понимание экстаза было воспринято христианской патристикой (Псевдо-Дионисием Ареопагитом, Аврелием Августином). Плотин, античный философ-идеалист, основатель неоплатонизма, также в своём учении говорил о достижении высшего духовного состояния, о соединении с божеством, о единении с ним в экстазе. Однако плотиновский экстаз и христианское обожение не одно и то же. Плотиновский экстаз является результатом интеллектуальной деятельности, процессом, в котором не предполагается какого-либо участия человеческого тела. В его философии, тело — отголосок земного, материального, оболочка, из которой надо выбраться, чтобы слиться с чистейшим абсолютным духом. Также философ не говорил о молитве как пути к боговидению. У христианских же мыслителей достижение Бога считается плодом молитвенного труда, тело тоже приобщается к божественной энергии, входящей «во вся составы, во утробу (во внутренности), в сердце». В христианстве именно Иисус Христос считается единственной личностью, открывающей человеку божественную реальность, а Плотин не знает христианской концепции о боге, который «стал хлебом, пищей, питанием для души и тела».
Православный архимандрит Киприан (Керн) утверждал, что обожение Плотина, или экстаз, — это растворение в Едином до полной утраты собственной индивидуальности, тогда как христианский молитвенный экстаз считается верующими наивысшим приобщением к божественному свету без утраты своей личности, взаимопроникновением Бога и человека как двух личностей, становящихся «равными».
Согласно российскому историку и богослову К. Е. Скурату, результатом постоянного молитвенного общения с Богом является более тесное соединение с ним — созерцание и экстаз. Экстаз — высшая форма молитвенного состояния и нравственного совершенства. Если созерцанием называется деятельность, заключающаяся в божественном размышлении и в постоянной молитве, то на высшей ступени созерцания наступает особое духовное состояние, которое называется у святых подвижников «умным созерцанием», «духовным зрением», «ведением», «умным видением», «изумлением» и «высшим видением». То есть не молитва, а пребывание в «восхищении» или «экстазе». По утверждению богослова, через религиозный экстаз достигается нравственное совершенство, «совершается обновление растлённого грехом естества человеческого, тоньше становятся душевные чувства, и естество наше вновь приобретает свойство ангельское; оно соделывается новою тварью и опять соединяется с Богом, делается участником божественных совершенств, приобретает богоподобие».
Тем не менее, на протяжении истории, идея сущностного единения с Богом обычно решительно отвергалась и считалась ересью (ср. осуждение катаров и богомилов, Майстера Экхарта и Иоанна Скота Эриугена), а для ортодоксального христианского мистицизма «обожение» верующего в момент экстаза остаётся лишь виртуальным («энергийным»).

## Новое время
В современности понятие экстаза постепенно теряет религиозный смысл. Фридрих Ницше связывает экстаз со стихийным, оргиастически-иррациональным началом человека и культуре, а романтиками он воспринимается как поэтический восторг. В психиатрии экстаз относится к гипертимическим аффективным расстройствам (расстройствам настроения); иногда встречается как свойство акцентуации характера или расстройства личности.